# Климова, Клавдия Васильевна
Клавдия Васильевна Кли́мова (1924—1942) — советская партизанка-разведчица в годы Великой Отечественной войны.

## Биография
Уроженка города Дятькова. Отец работал мастером цеха на Дятьковском хрустальном заводе. Окончила семилетнюю школу. Училась в фабрично-заводском училище.
С ноября 1941 года — партизанка-разведчица партизанского отряда старшего лейтенанта Н. С. Орешкина. Член Дятьковской подпольной организации. Добывала сведения о расположении немецких воинских частей в Жиздре, Брянске, Бежице, Людинове, Ржанице, Жуковке.
При выполнении разведывательного задания была задержана вблизи деревни Большая Жукова. После пыток была расстреляна 4 марта 1942 года в селе Улемль.
Похоронена в Дятькове. Награждена посмертно орденом Отечественной войны 1-й степени.

## Память
- В Дятькове именем Клавы Климовой названа улица.
- Памятная табличка установлена на доме по улице Хрустальной в городе Дятьково, где до войны проживала Клава.[1]